# Linia Kirowskaja Nowosybirskiego Metra
Linia Kirowskaja Nowosybirskiego Metra (ros. Кировская линия) – planowana trzecia linia systemu metra w Nowosybirsku. Ma zostać zlokalizowana na lewym brzegu Obu.

## Plany
Linia Kirowskaja pojawia się w planach dla Nowosybirskiego Metra na planach z lat siedemdziesiątych. Zakładały one, że będzie to najdłuższa linia systemu kolei podziemnej, bo licząca 24,4 kilometry. Nie zostały one jednak zrealizowane wskutek załamania się gospodarki sowieckiej pod koniec lat osiemdziesiątych XX wieku. Rozpad Związku Radzieckiego, a także przemiany jakie zachodziły w Federacji Rosyjskiej w kolejnej dekadzie, sprawiły, że budowa kolejnej linii została odłożona na później, a priorytetem było ukończenie dwóch już istniejących linii: Leninskiej i Dzierżyńskiej. W 1996 roku zatwierdzono nowy plan rozbudowy metra, który w dalszym ciągu utrzymywał zbudowanie linii w dalszej przyszłości. Projekt ten przewidywał, że na lewym brzegu rzeki Ob, Linia Kirowskaja łączyć się będzie zarówno z Leninską jak i Dzierżyńską. Według tych planów linia miała liczyć 13,6 kilometrów i składać się miało na nią 8 stacji. 23 grudnia 1996 roku projekt ten został zatwierdzony przez odpowiednie ministerstwo w Moskwie. 
Plany te obowiązują do dzisiaj, choć nazwy stacji i ich lokalizacja niekiedy podlegają pewnym modyfikacjom. Nie jest jeszcze jasne kiedy rozpocznie się budowa linii. Obecnie władze Nowosybirska stawiają na ukończenie budowy Linii Dzierżyńskiej. Po finalizacji tej inwestycji ma się rozpocząć budowa, albo Linii Kirowskiej albo Linii Pierwomajskiej. W przypadku wyboru tej drugiej opcji sprawi to, że stworzenie Kirowskiej zostanie odłożony o kilka dekad. Jeśli natomiast Kirowskaja stanie się priorytetowym odcinkiem to plany miasta zakończenie jej budowy przewidują na okres po 2030 roku.